# ناصرخسرو
ابومُعین ناصر بن خُسرو بن حارث قُبادیانی بَلخی معروف به ناصرخسرو (۳۹۴–۴۸۱ ه‍.ق) از شاعران بزرگ فارسی‌زبان، فیلسوف، حکیم و جهانگرد ایرانی و از مبلغان مذهب اسماعیلیه بود. وی در قبادیان از توابع بلخ متولد شد و در یمگان از توابع بدخشان درگذشت. وی بر اغلب علوم عقلی و نقلی زمان خود از قبیل فلسفه و حساب و طب و موسیقی و نجوم و کلام تبحر داشت و در اشعار خویش به کرات از احاطه داشتن خود بر این علوم تأکید کرده است. ناصر خسرو به همراه رودکی و حافظ جزء سه شاعر بنامی است که کل قرآن را از برداشته است. وی در آثار خویش، از آیات قرآن برای اثبات عقاید خودش استفاده کرده است.

## زندگی
ناصرخسرو در ۹ ذیقعده ۳۹۴ قمری (۳ سپتامبر ۱۰۰۴ میلادی/ ۱۲ شهریور ۳۸۳ خورشیدی) در روستای قبادیان از توابع بلخ در خراسان (تاجیکستان کنونی) در خانوادهٔ ثروتمندی که ظاهراً به امور دولتی و دیوانی اشتغال داشتند چشم به جهان گشود.
| بگذشت ز هجرت پس سیصد نود و چار |  | بنهاد مرا مادر بر مرکز اغبر |

در آن زمان پنج سال از آغاز سلطنت سلطان محمود غزنوی می‌گذشت. ناصر خسرو در دوران کودکی با حوادث گوناگون روبرو شد؛ از جمله جنگ‌های طولانی سلطان محمود و خشکسالی بی‌سابقه در خراسان که به محصولات کشاورزان صدمات فراوان زد و نیز شیوع بیماری وبا در این خطه که جان عدهٔ زیادی از مردم را گرفت.
ناصرخسرو از ابتدای جوانی به تحصیل علوم متداول زمان پرداخت و قرآن را از برکرد. در دربار پادشاهان و امیران از جمله سلطان محمود و سلطان مسعود غزنوی به عنوان مردی ادیب و فاضل به کار دبیری اشتغال ورزید و بعد از شکست غزنویان از سلجوقیان در نبرد دندانقان، ناصر خسرو به مرو و به دربار چغری بیک، برادر طغرل بیک رفت و در آنجا نیز با عزت و اکرام به حرفه دبیری خود ادامه داد و به دلیل اقامت طولانی در این شهر به ناصر خسرو مروزی شهرت یافت.
| همان ناصرم من که خالی نبود   |  | ز من مجلس میر و صدر وزیر   |
| نخواندی به نامم کس از بس شرف |  | ادیبم لقب بود و فاضل دبیر  |
| به تحریر اشعار من فخر کرد    |  | همی کاغذ از دست من بر حریر |

وی که به دنبال سرچشمه حقیقت می‌گشت با پیروان ادیان مختلف از جمله مسلمانان، زرتشتیان، مسیحیان، یهودیان و مانویان به بحث و گفتگو پرداخت و از رهبران دینی آن‌ها در مورد حقیقت جهان پرس و جو کرد؛ اما به نتیجه‌ای دست نیافت. پس افسرده گشت و برای فرار از حال بد، به شراب و می‌گساری و کامیابی‌های دوران جوانی روی آورد.
بنا بر نوشته‌اش در سفرنامه ناصر خسرو در سن چهل سالگی، شبی در خواب دید که کسی او را می‌گوید:
«چند خواهی خوردن از این شراب که خرد از مردم زایل کند؟ اگر بهوش باشی بهتر.» ناصرخسرو پاسخ داد: «حکما، چیزی بهتر از این نتوانستند ساخت که اندوه دنیا ببرد.» مرد گفت: «حکیم نتوان گفت کسی را که مردم را به بیهشی و بی‌خردی رهنمون باشد. چیزی باید که خرد و هوش را بی‌افزاید.» ناصرخسرو پرسید: «من این از کجا آرم؟» گفت: «عاقبت، جوینده یابنده بود» و به سمت قبله اشاره کرد.»

ناصرخسرو در اثر این خواب دچار انقلاب فکری شد؛ از شراب و همه لذائذ دنیوی دست شست، شغل دیوانی را رها کرد و راه سفر حج در پیش گرفت. وی مدت هفت سال سرزمین‌های گوناگون از قبیل آذربایجان، ارمنستان، آسیای صغیر، حلب، طرابلس، شام، سوریه، فلسطین، جزیرة العرب، قیروان، تونس و سودان را سیاحت کرد و سه یا شش سال در پایتخت فاطمیان یعنی مصر اقامت کرد و در آنجا در دوران المستنصر بالله به مذهب اسماعیلی گروید و از مصر سه بار به زیارت کعبه رفت.

مقبره ناصر خسرو در دره یمگان بدخشان، افغانستان

ناصرخسرو در سال ۴۴۴، بعد از دریافت عنوان «حجت خراسان» از طرف المستنصر بالله رهسپار خراسان گردید. او در خراسان و به‌خصوص در زادگاهش بلخ، اقدام به دعوت مردم به کیش اسماعیلی نمود. اما برخلاف انتظارش مردم آنجا به دعوت وی پاسخ مثبت ندادند و سرانجام عده‌ای تحمل او را نیاورده و در تبانی با سلاطین سلجوقی بر وی شوریده، و از خانه بیرونش کردند. ناصرخسرو از آنجا به مازندران رفت و سپس به نیشابور آمد و چون در هیچ‌کدام از این شهرها در امان نبود، به‌طور مخفیانه می‌زیست و سرانجام پس از مدتی آوارگی به دعوت امیرعلی بن اسد یکی از امیران محلی بدخشان که اسماعیلی بود به بدخشان سفر نمود و بقیهٔ ۲۰ تا ۲۵ سال عمر خود را در یمگان بدخشان سپری کرد.
| پانزده سال برآمد که به یمگانم |  | چون و از بهر چه زیرا که به زندانم |

ناصرخسرو تمام روستاهای بدخشان را گشت. او در بین اهالی بدخشان دارای شأن، مقام و منزلت خاصی است تا حدی که مردم او را به‌نام «حجت»، «سید شاه ناصر ولی»، «پیر شاه ناصر»، «پیر کامل»، و غیره یاد می‌کنند. او در ۴۸۱ قمری (۱۰۸۸ میلادی/ ۴۶۷ خورشیدی) در همان‌جا درگذشت. مزار وی در یمگان، اکنون زیارتگاه است.
از ناصرخسرو زن و فرزندی نماند؛ زیرا وی تا پایان زندگانی مجرد بود.

## شخصیت ناصرخسرو
ناصرخسرو در آثار خویش چنین خود را معرفی می‌کند:
«به یمگان افتادنش از بیچارگی و ناتوانی نبوده، از آنجا بوده که در سخن توانا است، و از سلطان و امیر ترس ندارد، شعر و کلامش «سحر حلال» است. او به یمگان از پی مال و منال نیامده است و خود یمگان هم جای مال نیست. او بنده روزگار نیست، چرا که بندهٔ آز و نیاز نیست، این آز و نیازند که انسان به درگاه امیر و سلطان می‌آورند و می‌مانند. ناصرخسرو جهان فرومایه را به پشیزی نمی‌خرد. او به آثار منظوم و منثور خویش می‌نازد، و به علم و دانش خودش افتخار می‌کرد.»
این گفتارهای او گاهی خواننده را وادار می‌کند که ناصرخسرو را یک شخص خودستا و مغرور و خودپرست قلمداد کند.
ناصرخسرو دربارهٔ خود می‌گوید:
| گه نرمم و گه درشت چون تیغ |  | پند است نهان و آشکارم |
| با جاهل و بی‌خرد درشتم     |  | با عاقل نرم و بردبارم |

علی دشتی دربارهٔ او می‌گوید: «مردی است با مناعت طبع، خرسند فروتن، در برابر رویدادها و سختی‌ها بردبار، اندیشه‌ورز، در راه رسیدن به هدف پای می‌فشارد».
ناصر در سفرنامه رویدادها و قضاها را با بیطرفی و بی غرضی تمام نقل می‌کند؛ اما زمانی‌که به زادگاهش بلخ می‌رسد و به امر دعوت به مذهب اسماعیلی مشغول می‌شود، ملّاها و فقها سد راه او شده و عوام را علیه او تحریک نموده، خانه و کاشانه‌اش را به نام قرمطی، غالی و رافضی به آتش کشیده و قصد جانش را می‌کنند. به این سبب در اشعار لحن او اندکی در تغییر می‌کند. مناعت طبع، بردباری و عزت نفس دارد، اما نسبت گرایش به مذهب اسماعیلی و وظیفه‌ای که به وی واگذار شده بود و نیز رویارویی با علمای اهل سنت و با سلجوقیان و خلیفگان بغداد که مخالفان سرسخت اسماعیلیان بودند، ستیز و پرخاشگری در وی بیدار می‌شود. به فقیهان و دین آموختگان زمان می‌تازد و به دفاع از خویشتن می‌پردازد.

## فعالیت‌های مذهبی
ناصرخسرو حجت اسماعیلیان در خراسان بزرگ بود و در بلخ و بدخشان به ترویج این مذهب پرداخت. وی از ۴۴۴ تا ۴۸۱ در این راه کوشید به طوری‌که نقشی مهم در گسترش این مذهب در این ناحیه (افغانستان و تاجیکستان و بخش‌های از چین و پاکستان کنونی) ایفا کرد. ناصرخسرو یکی از بزرگ‌ترین شخصیت‌های تاریخ مذهب اسماعیلیه است. او دارای مقام حجت بود و حجت در تاویل اسماعیلیان آخرین مقامی است که یک اسماعیلی می‌تواند به آن نایل آید.

## جایگاه ناصرخسرو
ناصرخسرو یکی از شاعران و نویسندگان درجه اول ادبیات فارسی است که در فلسفه و حکمت نیز دست داشته است. آثار او از گنجینه‌هایی ادب و فرهنگ محسوب می‌گردند. او در خداشناسی و دین‌داری سخت استوار بوده است و مناعت طبع، بلندی همت، عزت نفس، صراحت گفتار، و خلوص او از سراسر گفتارش آشکار است. او در بین اهالی بدخشان دارای شأن، مقام و منزلت خاصی است تا حدی که مردم او را با نام «حجت»، «سید شاه ناصر ولی»، «پیر شاه ناصر»، «پیر کامل»، و… یاد می‌کنند. او از جمله شاعرانی است که به دو زبان پارسی و تازی شعر می‌سروده.
خود دربارهٔ دو دیوانش می‌گوید:
| بخوان هر دو دیوان من تا ببینی |  | یکی گشته با عنصری بحتری را |

یا:
| این فخر بس مرا که با هر دو زبان |  | حکمت همی مرتب و دیوان کنم |

## آثار ناصرخسرو
ناصر خسرو دارای تألیفات بی‌شماری بوده که بسیاری از آن‌ها به مرور زمان نابود شده است و به دوران ما نرسیده‌اند. چنانچه خود دربارهٔ تألیفات و تصنیفاتش گوید:
| منگر بدین ضعیف تنم زانکه در سخن |  | زین چرخ پر ستاره فزون است اثر مرا |

مهم‌ترین و معروف‌ترین اثر ناصرخسرو، سفرنامه ناصر خسرو است که مختصری از گزارش مشاهدات مسافرت هفت ساله ناصر خسرو بوده و به زبان‌های متعددی ترجمه شده است.
دیگر آثار ناصر خسرو عبارت‌اند از:
- دیوان اشعار فارسی
- دیوان اشعار عربی (مفقود)
- روشنایی‌نامه: رساله‌ای به نظم فارسی
- سعادت‌نامه: رساله‌ای است منظوم، شامل سیصد بیت.
- دلیل‌المتحرین: (مفقود، در بیان الادیان ابوالمعالی از آن نام برده شده)
- جامع‌الحکمتین: رساله‌ای است به نثر فارسی در بیان عقاید اسماعیلیان
- خوان‌الاخوان: کتابی است به نثر در اخلاق و حکمت و موعضه
- زادالمسافرین: کتابی است در بیان حکمت الهی به نثر روان
- گشایش و رهایش: رساله‌ای است به نثر روان شامل سی پرسش و پاسخ آن‌ها
- وجه دین: رساله‌ای است به نثر در مسائل کلامی و باطن و عبادات و احکام شریعت
- بستان‌العقول (مفقود)
- سفرنامه ناصرخسرو: کتابی مشتمل بر بخشی از مشاهدات سفرهای او بوده و یکی از منابع مهم جغرافیای تاریخی به حساب می‌آید.

غیر از کتاب‌ها و رساله‌های فوق، کتاب‌ها و رساله‌های دیگری نیز به ناصرخسرو نسبت داده شده‌اند که بعضی افراد در تعلق آن‌ها تردید کرده‌اند. نام این کتاب‌ها و رسالات عبارت‌اند از:
- اکسیر اعظم: در باب طب
- قانون اعظم: در باب منطق و فلسفه
- المستوفی: در باب علوم غریبه
- دستور اعظم - در باب فقه
- رساله‌ای دربارهٔ علوم یونانی
- کنزالحقایق: در باب جادوگری
- رساله‌ای موسوم به «سرگذشت» یا «سفرنامه شرق»
- رساله‌ای موسوم به «سرالاسرار»
- تفسیر القرآن
- رسالة الندامه الی زادالقیامه

## نمونه شعر
چکیده قصیده ۶ از دیوان ناصرخسرو:
| نکوهش مکن چرخ نیلوفری را        |  | برون کن ز سر باد و خیره‌سری را |
| بری دان از افعال چرخ برین را    |  | نشاید ز دانا نکوهش بری را     |
| چو تو خودکنی اختر خویش را بد    |  | مدار از فلک چشم نیک‌اختری را   |
| به چهره شدن چون پری کی توانی    |  | به افعال ماننده شو مر پری را  |
| درخت ترنج از بر و برگ رنگین     |  | حکایت کند کله قیصری را        |
| سپیدار مانده‌ست بی‌هیچ چیزی       |  | ازیرا که بگزیده او کم بری را  |
| درخت تو گر بار دانش بگیرد       |  | به‌زیر آوری چرخ نیلوفری را     |
| نگر نشمری ای برادر گزافه        |  | به دانش دبیری و نه شاعری را   |
| تورا خط قید علوم است و خاطر     |  | چو زنجیر مر مرکب لشکری را     |
| اگر شاعری را تو پیشه گرفتی      |  | یکی نیز بگزیده خنیاگری را     |
| تو برپایی آنجا که مطرب نشیند    |  | سزد گر ببری زبان جری را       |
| به علم و به گوهر کنی مدحت آن را |  | که مایه‌ست مر جهل و بدگوهری را |
| پسند است با زهد عمار و بوذر     |  | کند مدح محمود مر عنصری را     |
| من آنم که در پای خوکان نریزم    |  | مر این قیمتی دُر لفظ دری را    |